# خط اشتراک دیجیتال لخت
خط اشتراک دیجیتال لخت (به انگلیسی: Naked DSL) که آن را با نام‌هایی چون خط خودکفا یا خط اشتراک دیجیتال خشک نیز می‌شناسند، گونه‌ای خط اشتراک دیجیتال بدون شبکه انتقال عمومی تلفن (مکالمه راه دور از طریق سیگنال آنالوگ) به همراه بوق آزاد مربوطه است که در واقع نوعی خدمات اینترنت پرسرعت دی‌اس‌ال را تحت حلقه محلی ارائه می‌کند.

## دسترسی
در هر یک از این کشورها کمینه یک شرکت وجود دارد که خدمات دی‌اس‌ال لخت ارائه می‌کند: اتریش، استرالیا، بلژیک، بلغارستان، کانادا، کرواسی، دانمارک، استونی، فرانسه، آلمان، ایتالیا، هلند، نیوزیلند، نروژ، فیلیپین، پرتغال، سوئد، سوئیس، ترکیه و ایالات متحده آمریکا.